# هلستان
هَلِستان (در زبان مازندرانی: هَلیسن halissen)، منطقه‌ای است از توابع بخش مرکزی، دهستان خیرودکنار شهرستان نوشهر در استان مازندران ایران. نام این مکان از واژه طبری (هَلی=Hali) به معنای آلوچه (گوجه سبز) آمده است.

## جمعیت
این منطقه در منطقه ۱۲ شهرداری نوشهر قرار دارد و براساس سرشماری مرکز آمار ایران در سال ۱۳۸۵، جمعیت آن ۱۵۱۲ نفر (۴۰۲خانوار) بوده‌است. مردم هلستان از قومیت طبری هستند. مردم هلستان به زبان طبری و گویش کجوری سخن می‌گویند.